# Provincia de Biobío
La provincia de Biobío es una provincia chilena, perteneciente a la Región del Biobío. Su capital es la ciudad de Los Ángeles.  Tiene una población de 394 802 habitantes según el censo de 2017 y una superficie de 14 987,9 km².

## Geografía y clima
La provincia de Biobío se localiza en el sur oriente de la región del mismo nombre de la provincia, es de carácter mediterránea ya que no posee costas en el océano Pacífico. En el aspecto geomorfológico encontramos la cordillera de los Andes que continúa disminuyendo su altura, presentando como máximas cumbres la sierra Velluda (3585 m s. n. m.), volcán Callaqui (3160 m s. n. m.) y el volcán Antuco (2985 m s. n. m.). La depresión intermedia presenta un amplio desarrollo. En la parte norte de la provincia gran parte de su superficie está ocupada por los campos dunarios del Laja y se encuentra cubierta por extensas plantaciones forestales, en el sur esta franja de relieve es ocupada por la precordillera. La cordillera de la Costa marca el límite occidental de la provincia, al sur del río Biobío se la denomina Nahuelbuta donde sobrepasa los 1000 m s. n. m.
El clima de la Provincia de Biobío corresponde a la tipología mediterráneo continentalizado, donde las temperaturas presentan un fuerte contraste entre invierno y verano debido a que la cordillera de la Costa impide que llegue la influencia moderadora del océano, las precipitaciones superan los 1000 mm anuales y en la cordillera andina pueden llegar a más de 3000 mm, siendo principalmente, en los meses invernales, de carácter nival.

## Historia
La antigua Provincia de Bío-Bío se creó en 1875. Con el Proceso de Regionalización de la década de 1970, se crea la VIII Región del Biobío. Mediante el Decreto Ley 1.213 de 27 de octubre de 1975, (publicado en D.O. el 4 de noviembre de 1975) se dividen las regiones del país en provincias: Así la Región del Biobío está compuesta por las Provincias de Arauco, Biobío y Concepción. 
Su nombre refiere al río Biobío, y éste al canto del pájaro Elaenia albiceps.

## Autoridades
Las autoridades son nombradas directamente por el Presidente de la República y se mantienen en su cargo mientras cuenten con su confianza.

### Gobernador Provincial (1990-2021)

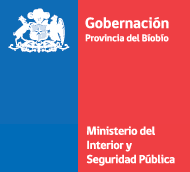
Logotipo de la Gobernación de la Provincia del Biobío hasta 2021.

Los siguientes fueron los gobernadores provinciales de Biobío.
| Gobernador(a)                | Partido             | Partido | Inicio              | Final               | Presidente(a)     | Presidente(a)           |
| ---------------------------- | ------------------- | ------- | ------------------- | ------------------- | ----------------- | ----------------------- |
| Julio Stark Ortega           |                     | PDC     | 11 de marzo de 1990 | 11 de marzo de 1994 |                   | Patricio Aylwin         |
| Juan Carlos Coronata         |                     | PDC     | 11 de marzo de 1994 | 11 de marzo de 2000 |                   | Eduardo Frei Ruíz-Tagle |
| Myriam Quezada Pérez         |                     | PRSD    | 11 de marzo de 2000 | diciembre de 2001   |                   | Ricardo Lagos           |
| Roberto Missene              |                     | PRSD    | enero de 2002       | enero de 2002       |                   | Ricardo Lagos           |
| Esteban Krause Salazar       |                     | PRSD    | enero de 2002       | 11 de marzo de 2006 |                   | Ricardo Lagos           |
| Esteban Krause Salazar       | 11 de marzo de 2006 | PRSD    | 11 de marzo de 2010 |                     | Michelle Bachelet |                         |
| José Miguel Stegmeier        |                     | Ind.    | 11 de marzo de 2010 | 20 de marzo de 2010 |                   | Sebastián Piñera        |
| Renato Paredes Larenas       |                     | UDI     | 6 de abril de 2010  | marzo de 2013       |                   | Sebastián Piñera        |
| María Carolina Ríos Aycaguer |                     | UDI     | abril de 2013       | 11 de marzo de 2014 |                   | Sebastián Piñera        |
| Luis Ramón Barceló Amado     |                     | PPD     | 11 de marzo de 2014 | 11 de marzo de 2018 |                   | Michelle Bachelet       |
| María Teresa Browne Urrejola |                     | Ind.    | 11 de marzo de 2018 | 18 de julio de 2018 |                   | Sebastián Piñera        |
| Ignacio Fica Espinoza        |                     | RN      | 25 de julio de 2018 | 14 de julio de 2021 |                   | Sebastián Piñera        |

### Delegado Presidencial Provincial (Desde 2021)

Logotipo de la Delegación Presidencial Provincial de Biobío desde 2021.

Nuevo cargo que reemplaza la figura de Gobernador provincial.
| Delegado(a)                    | Partido | Partido | Inicio                  | Final                   | Presidente(a) | Presidente(a)    |
| ------------------------------ | ------- | ------- | ----------------------- | ----------------------- | ------------- | ---------------- |
| Ignacio Fica Espinoza          |         | RN      | 14 de julio de 2021     | 11 de marzo de 2022     |               | Sebastián Piñera |
| Paulina Purrán Purrán          |         | Ind.    | 11 de marzo de 2022     | 15 de noviembre de 2024 |               | Gabriel Boric    |
| Jacqueline Cárdenas Millar (s) |         | FREVS   | 15 de noviembre de 2024 | 18 de diciembre de 2024 |               | Gabriel Boric    |
| Alejandro Jerez Paz            |         | PS      | 18 de diciembre de 2024 | 19 de diciembre de 2024 |               | Gabriel Boric    |
| Javier Fuchslocher Baeza       |         | PS      | 19 de diciembre de 2024 | En el cargo             |               | Gabriel Boric    |

## Economía
En 2018, la cantidad de empresas registradas en la provincia del Biobío fue de 8.201. El Índice de Complejidad Económica (ECI) en el mismo año fue de 0,64, mientras que las actividades económicas con mayor índice de Ventaja Comparativa Revelada (RCA) fueron Cultivo de Remolacha (74,75), Servicio de Corte y Enfardado de Forraje (39,46) y Aserrado y Acepilladura de Maderas (21,29).

## Comunas
Las comunas que integran esta provincia son:
1. Alto Biobío
2. Antuco
3. Cabrero
4. Laja
5. Los Ángeles (capital provincial)
6. Mulchén
7. Nacimiento
8. Negrete
9. Quilaco
10. Quilleco
11. San Rosendo
12. Santa Bárbara
13. Tucapel
14. Yumbel

## Alcaldes
Los alcaldes para el periodo 2021-2024 son:
| Comuna        | Alcalde/sa                        |
| ------------- | --------------------------------- |
| Alto Biobío   | Nivaldo Piñaleo Llaulén (PPD)     |
| Antuco        | Miguel Abuter León (Ind.)         |
| Cabrero       | Mario Gierke Quevedo (Ind.)       |
| Laja          | Roberto Quintana Inostroza (Ind.) |
| Los Ángeles   | Esteban Krause Salazar (PR)       |
| Mulchén       | Jorge Rivas Figueroa (PDC)        |
| Nacimiento    | Carlos Toloza Soto (UDI)          |
| Negrete       | Alejandro Peña Peña (PPD)         |
| Quilaco       | Pablo Urrutia Maldonado (UDI)     |
| Quilleco      | Jaime Quilodrán Acuña (Ind.)      |
| San Rosendo   | Rabindranath Acuña Olate (Ind.)   |
| Santa Bárbara | Daniel Salamanca Pérez (PDC)      |
| Tucapel       | Jaime Veloso Jara (RN)            |
| Yumbel        | José Sáez Vinet (Ind.)            |

## Autoridades parlamentarias

### Diputados
En cursiva comunas que forman parte del distrito, no así de la provincia.
| Distrito | Diputada/do                    | Comunas |
| -------- | ------------------------------ | --- |
| 21       | Joanna Pérez (DC)              | Los Ángeles, Santa Bárbara, Mulchén, Alto Biobío, Antuco, Laja, Nacimiento, Negrete, Quilaco, Quilleco, San Rosendo, Tucapel, Cabrero, Yumbel, Arauco, Cañete, Contulmo, Curanilahue, Lebu, Los Álamos, Tirúa y Lota. |
| 21       | Cristóbal Urruticoechea (PRCh) | Los Ángeles, Santa Bárbara, Mulchén, Alto Biobío, Antuco, Laja, Nacimiento, Negrete, Quilaco, Quilleco, San Rosendo, Tucapel, Cabrero, Yumbel, Arauco, Cañete, Contulmo, Curanilahue, Lebu, Los Álamos, Tirúa y Lota. |
| 21       | Flor Weisse (UDI)              | Los Ángeles, Santa Bárbara, Mulchén, Alto Biobío, Antuco, Laja, Nacimiento, Negrete, Quilaco, Quilleco, San Rosendo, Tucapel, Cabrero, Yumbel, Arauco, Cañete, Contulmo, Curanilahue, Lebu, Los Álamos, Tirúa y Lota. |
| 21       | Karen Medina (PDG)             | Los Ángeles, Santa Bárbara, Mulchén, Alto Biobío, Antuco, Laja, Nacimiento, Negrete, Quilaco, Quilleco, San Rosendo, Tucapel, Cabrero, Yumbel, Arauco, Cañete, Contulmo, Curanilahue, Lebu, Los Álamos, Tirúa y Lota. |
| 21       | Clara Sagardía (Ind-CS)        | Los Ángeles, Santa Bárbara, Mulchén, Alto Biobío, Antuco, Laja, Nacimiento, Negrete, Quilaco, Quilleco, San Rosendo, Tucapel, Cabrero, Yumbel, Arauco, Cañete, Contulmo, Curanilahue, Lebu, Los Álamos, Tirúa y Lota. |

### Senadores
| Circunscripción | Senador                        |
| --------------- | ------------------------------ |
| 10              | Sebastián Keitel (Evópoli)     |
| 10              | Enrique van Rysselberghe (UDI) |
| 10              | Gastón Saavedra (PS)           |